# Vietnam i olympiska sommarspelen 1988
Vietnam deltog i de olympiska sommarspelen 1988 med en trupp bestående av 10 deltagare, men ingen av landets deltagare erövrade någon medalj.

## Boxning
Lätt flugvikt
- Dang Nieu Hu
  1. Första omgången — Bye
  2. Andra omgången — Besegrade Antonio Caballero (ESP), RSC-2
  3. Tredje omgången — Förlorade mot Michael Carbajal (USA), RSC-1

## Friidrott
Herrarnas maraton
- Thuyet Nguyen Van – 3:10,57 (→ 97:e plats)